# روژدا دمیرر
روژدا دمیرر (به ترکی استانبولی: Rojda Demirer) (زادهٔ ۱۲ اوت ۱۹۸۰، آنکارا، ترکیه)، بازیگر سریال‌های تلویزیونی، سینما و تئاتر اهل ترکیه است. وی اصالتاً کرد است.

## زندگی‌نامه
روژدا دمیرر در ۱۲ اوت ۱۹۸۰ در آنکارا متولد شد. او از طرف پدرش اهل دیاربکر است. خانواده پدری او از اصالت کرد و از قبیله رامان هستند. پسر عموی وی بازیگر، بلچیم بیلگین است. وقتی دمیرر ۷ سالش بود، پدرش بر اثر سرطان درگذشت. او با مادرش و خواهر بزرگش روکن زندگی می‌کرد. روژدا در زبان کردی به معنی "طلوع خورشید" است. با این حال، او نمی‌تواند کردی صحبت کند.
در سال ۱۹۸۸ (در سن ۹ سالگی) امتحانات ساعت کودک رادیو تی‌آرتی آنکارا را با موفقیت پشت سر گذاشت و شروع به انجام تئاتر رادیویی کرد. پس از آن مجموعه‌های کودک، میزبانی برنامه و دوبله فیلم‌ها، سریال‌ها و کارتون‌ها در تی‌آرتی دنبال شد. وی در سال ۱۹۹۷ وارد گروه تئاتر کنسرواتوار دولتی دانشگاه حاجت‌تپه آنکارا شد و در سال ۲۰۰۱ فارغ‌التحصیل شد. بین سال‌های ۲۰۰۳ تا ۲۰۰۸، او به عنوان یک هنرمند دائمی در تئاتر دولتی ترابزون کار کرد. وی همچنین بازی در چندین مجموعه تلویزیونی را آغاز کرد.

## حرفه
او در سال ۲۰۱۰ جایزه تلویزیونی اسماعیل جم، "بهترین بازیگر نقش مکمل زن در یک سریال تلویزیونی برای جوانان" را برای بازی در سریال درام جوانان شو تی‌وی "فرشته‌ها برکت می‌دهند" دریافت کرد. این سریال در حال حاضر دوباره توسط فاکس ترکیه پخش می‌شود.
او اخیراً یک فروشگاه شکلات خانگی درجه یک در محله نشان‌تاشی استانبول به همراه خواهرش روکن دمیرر افتتاح کرد، که بازیگر هم هست.

## بازیگری در نقش‌ها
- عیار حمزه : آقای علی - تئاتر دولتی ترابزون - ۲۰۰۴
- شب دوازدهم : ویلیام شکسپیر - تئاتر دولتی ترابزون - ۲۰۰۳
- ماهی سیاه کوچولو : صمد بهرنگی - تئاتر دولتی ترابزون - ۲۰۰۳
- خوشه‌های خشم : جان استاین‌بک - تئاتر دولتی آنکارا - ۱۹۹۵

## فیلم‌شناسی
| سینما     | سینما                     | سینما             | سینما |
| سال       | نام                       | نقش               |       |
| --------- | ------------------------- | ----------------- | ----- |
| ۲۰۰۲      | نامه‌های ارسال نشده        | جرن               |       |
| ۲۰۱۲      | کائوس - تار عنکبوت        | ملتم              |       |
| ۲۰۱۹      | دختر همسایه خانواده بزرگ  | زینب              |       |
| تلویزیون  |                           |                   |       |
| سال       | نام                       | نقش               |       |
| ۲۰۲۱–     | ماراشلی                   | فیروزان           |       |
| ۲۰۲۰–     | احترام                    | حسرت یاکار        |       |
| ۲۰۱۸–۲۰۱۹ | تصادف                     | بلما              |       |
| ۲۰۱۷      | نام افسانه                | سچیل              |       |
| ۲۰۱۶      | من کور هستم               | نسلیهان           |       |
| ۲۰۱۵      | عشق فوری می‌خواستم         | دکتر آیلا         |       |
| ۲۰۱۴      | زندگی سربالایی هفت برج    | ثریا / سلطان      |       |
| ۲۰۱۲–۲۰۱۳ | شعله‌ور                    | آلو               |       |
| ۲۰۱۱–۲۰۱۲ | زندگی داشته باشید         | الیف اوعرتمن      |       |
| ۲۰۱۰–۲۰۱۱ | خانواده بزرگ              | زینب میولی        |       |
| ۲۰۰۹–۲۰۱۰ | فرشته‌ها برکت می‌دهند       | اسین کومورجو تولک |       |
| ۲۰۰۷      | دیروز عزیزم               | آیپری             |       |
| ۲۰۰۶      | هیساربوسلیک               | سما               |       |
| ۲۰۰۶      | داستان‌های شهر زندگی کرده  | زینب              |       |
| ۲۰۰۶      | بیش از کاندید             | گورکم             |       |
| ۲۰۰۵      | طعم ما را از دست ندهید    | ادا               |       |
| ۲۰۰۴      | دختر آقا                  | بیریجیک           |       |
| ۲۰۰۴      | عزیزم                     | دمت               |       |
| ۲۰۰۳      | بگذار عشق وجود داشته باشد | ابرو              |       |

## فیلم‌های تبلیغاتی
| فیلم‌های تبلیغاتی |
| ---------------- |
| مولپد            |
| اولکر براوو      |

## جوایز
| جوایز | جوایز                           | جوایز                                     | جوایز               |
| سال   | جایزه                           | دسته‌بندی                                  | سریال – فیلم        |
| ----- | ------------------------------- | ----------------------------------------- | ------------------- |
| ۲۰۰۳  | جوایز پروانه طلایی              | بازیگر زن امیدوار کننده                   | نامه‌های ارسال نشده  |
| ۲۰۱۰  | جوایز تلویزیونی اسماعیل جم ۲۰۱۰ | بهترین بازیگر نقش مکمل زن در سریال جوانان | فرشته‌ها برکت می‌دهند |
| ۲۰۱۱  | دانشگاه فنی ییلدیز              | تحسین برانگیزترین بازیگر زن تلویزیون      |                     |
| ۲۰۱۱  | موسسات آموزشی مفهومی            | بهترین بازیگر زن                          |                     |